# Monument aux morts de Béziers
Le monument aux morts de Béziers (Hérault, France) est consacré aux soldats de cette commune morts lors des conflits du XXe siècle.

## Caractéristiques
Le monument est érigé dans la partie basse du plateau des poètes, juste à l'entrée qui débouche sur la gare de Béziers. Il est constitué d'un groupe statuaire en pierre : au centre, une Victoire ailée domine l'ensemble. À sa droite, un poilu en uniforme écrase un aigle allemand. À sa gauche, deux femmes pleurent un poilu gisant. L'ensemble est placé sur un piédestal monumental.
Contrairement à d'autres monuments communaux, le monument aux morts du plateau des Poètes ne comporte aucun nom de soldat de la commune qui serait mort lors des conflits du XXe siècle,. Il comporte simplement l'inscription : « À ses Morts Glorieux, à tous les artisans de la Victoire, la ville de Béziers reconnaissante ».

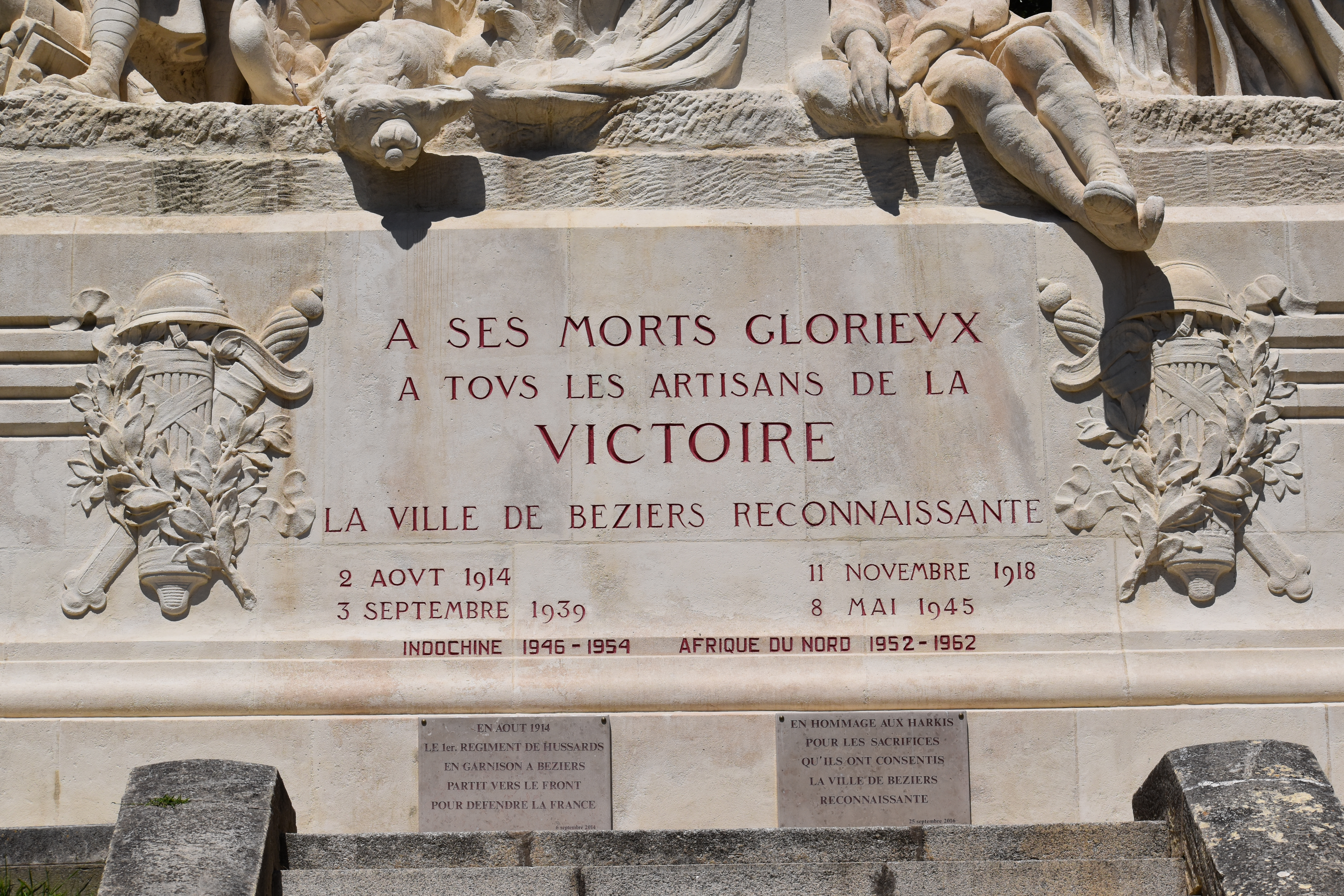
Inscription.

## Histoire
La décision de construire le monument débute dès la fin de la Première Guerre mondiale, en 1918. Le sculpteur Jean-Antoine Injalbert est choisi dès 1920, les architectes Victor Laloux et Antoine Cassagne en 1922. Le coût total s'élève à 220 000 francs.
L'inauguration a lieu le 1er novembre 1925 en présence de Joseph Joffre.
Le monument aux morts est classé au titre des monuments historiques le 10 janvier 1995 en même temps que l'intégralité du jardin des Poètes.

## Galerie

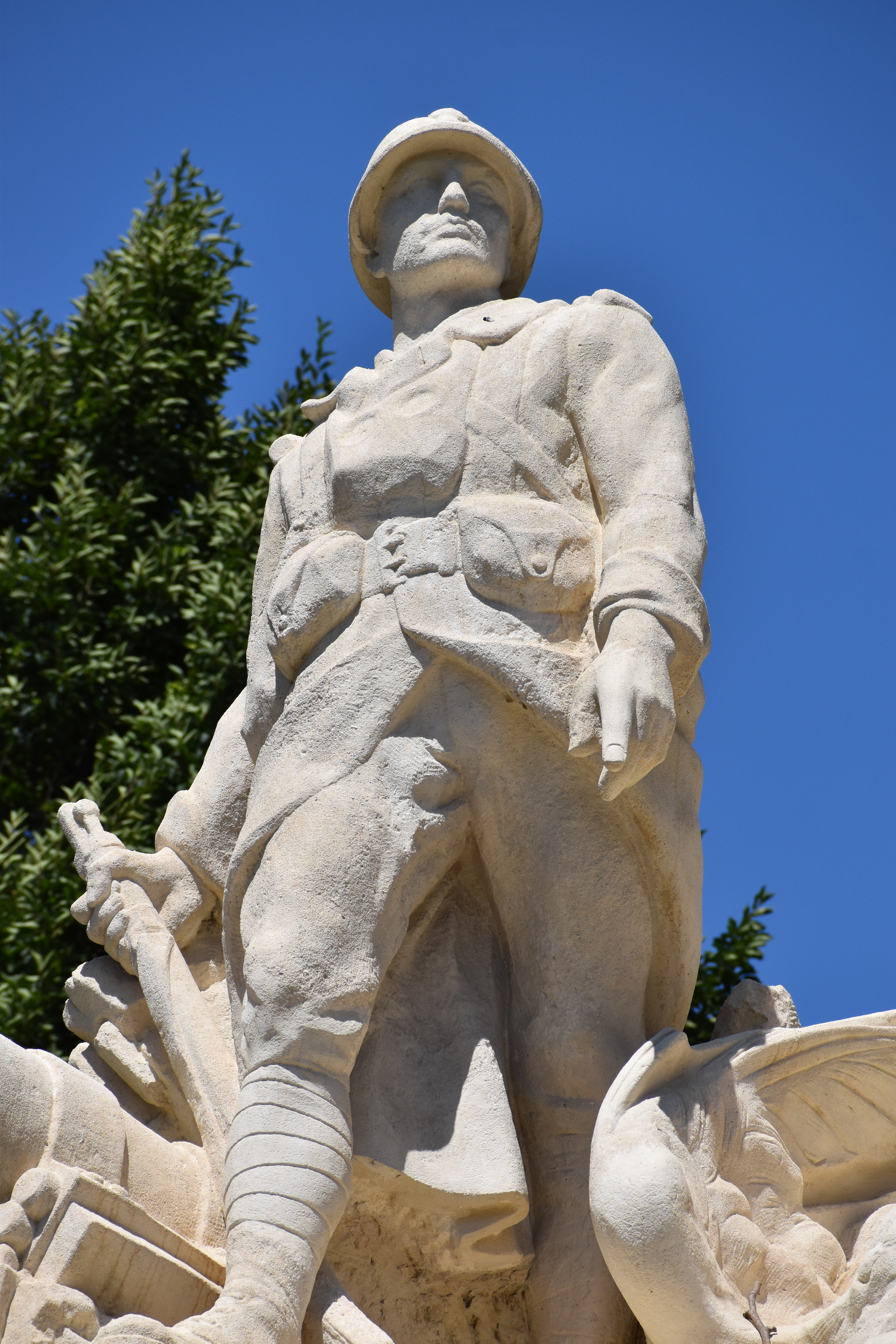
Le poilu.
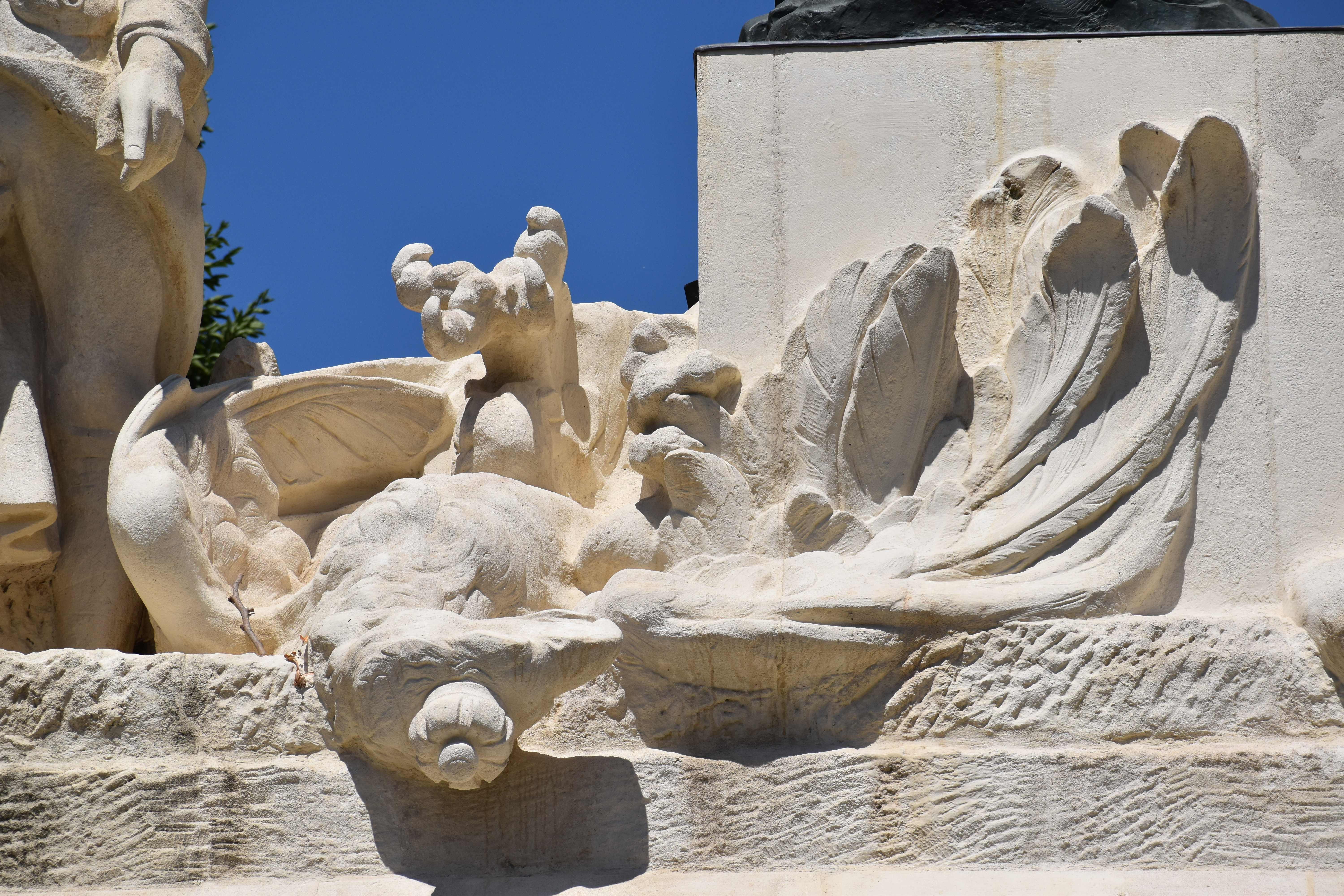
L'aigle allemand.
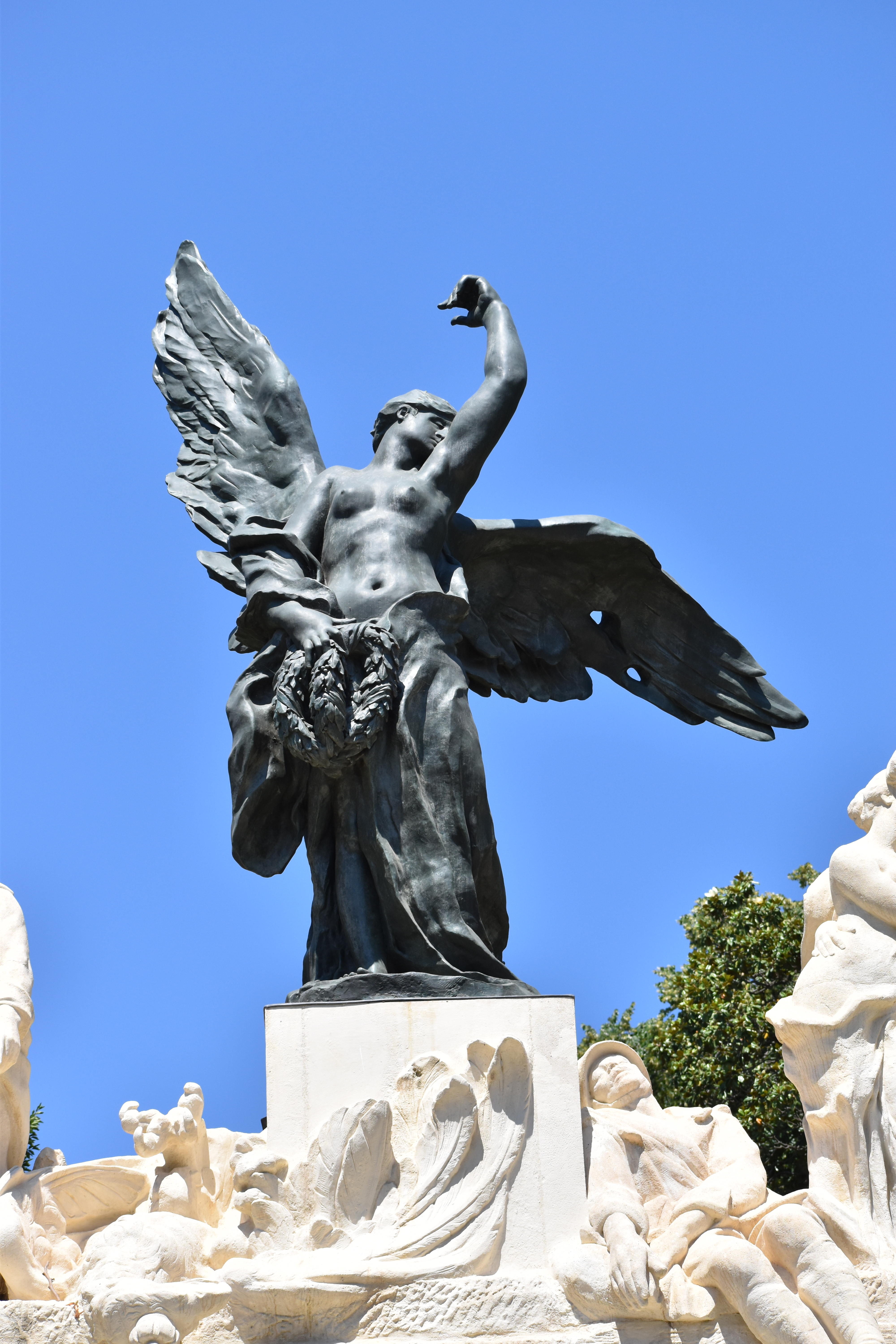
La Victoire ailée.
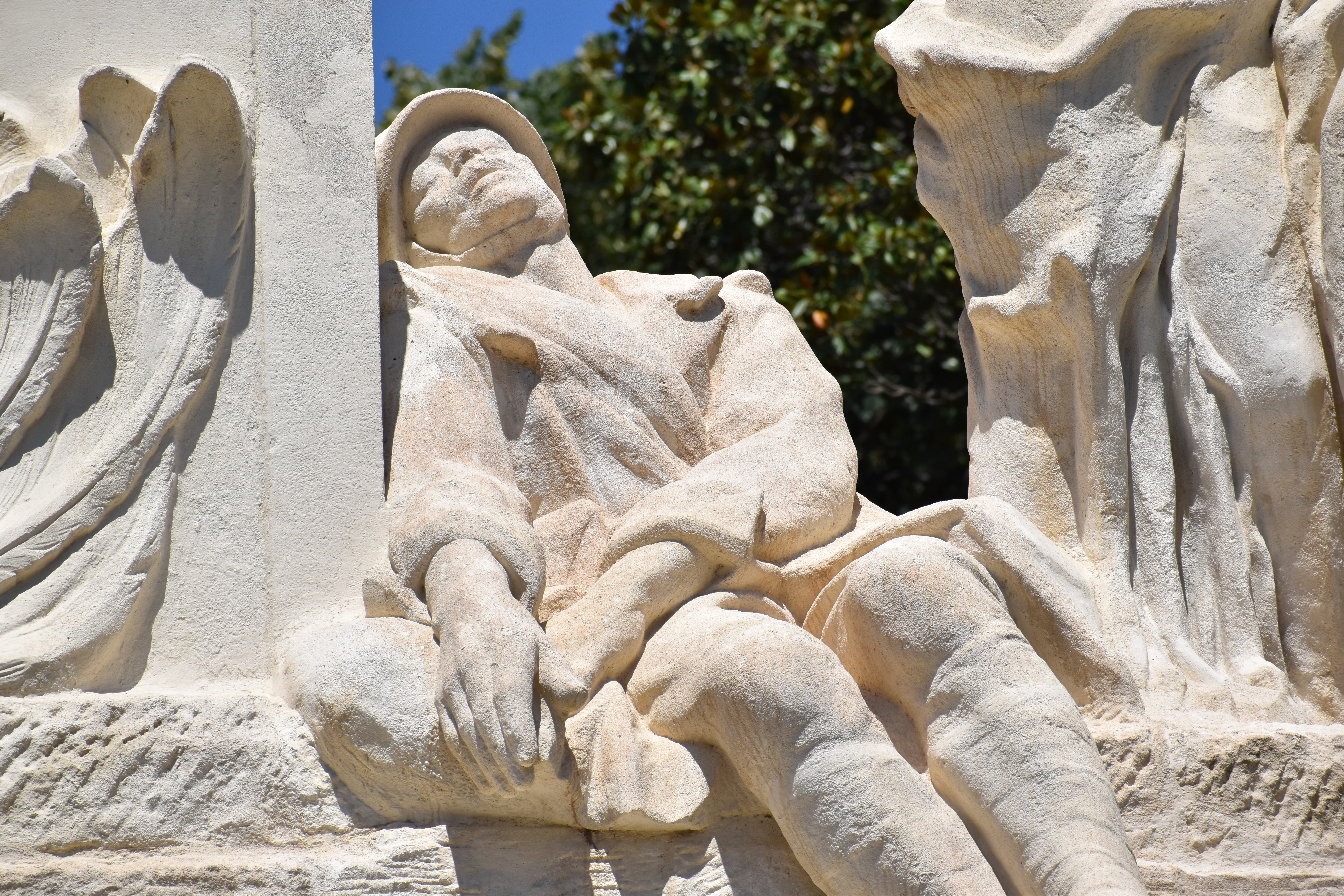
Poilu gisant.
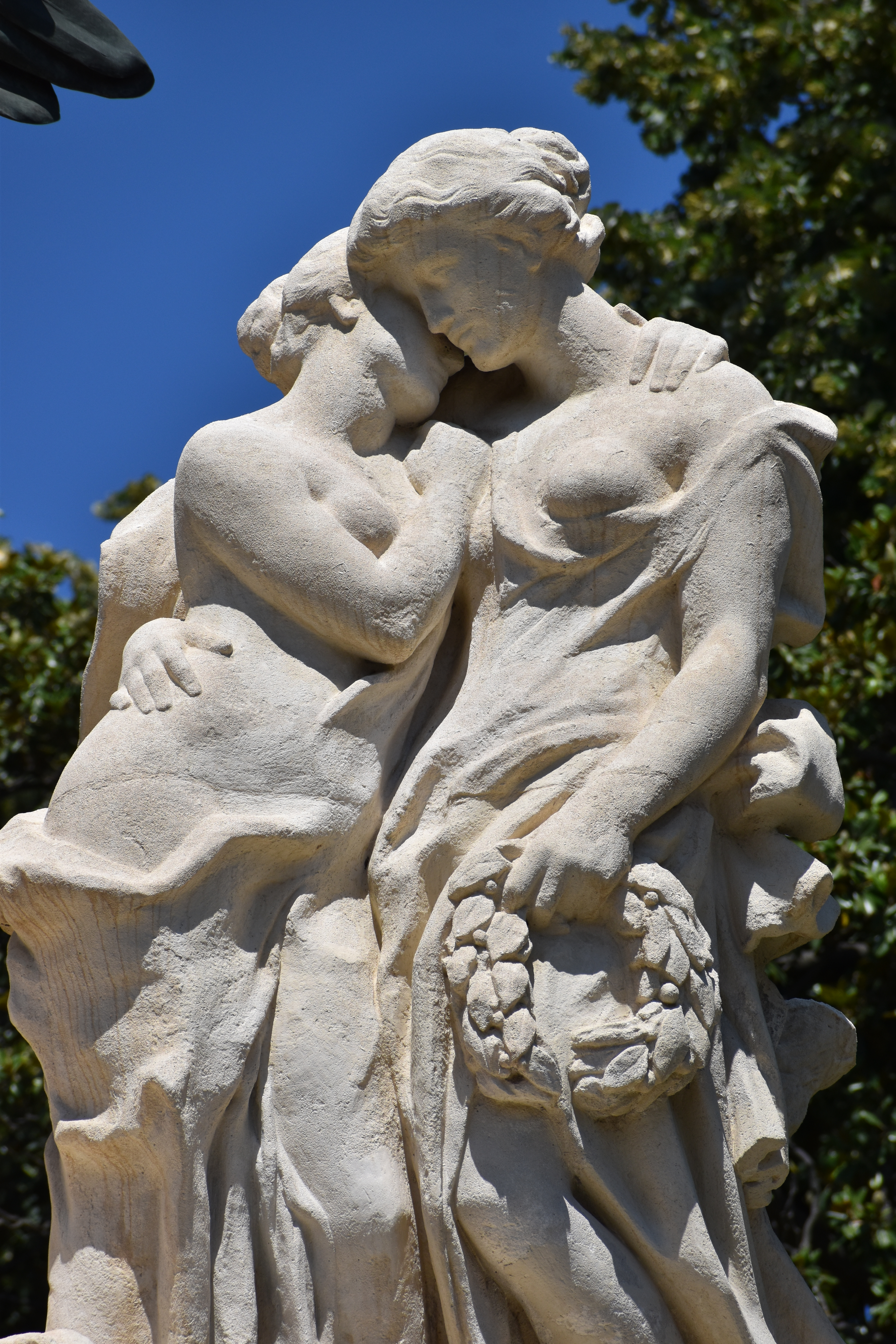
Deux femmes pleurant le poilu.
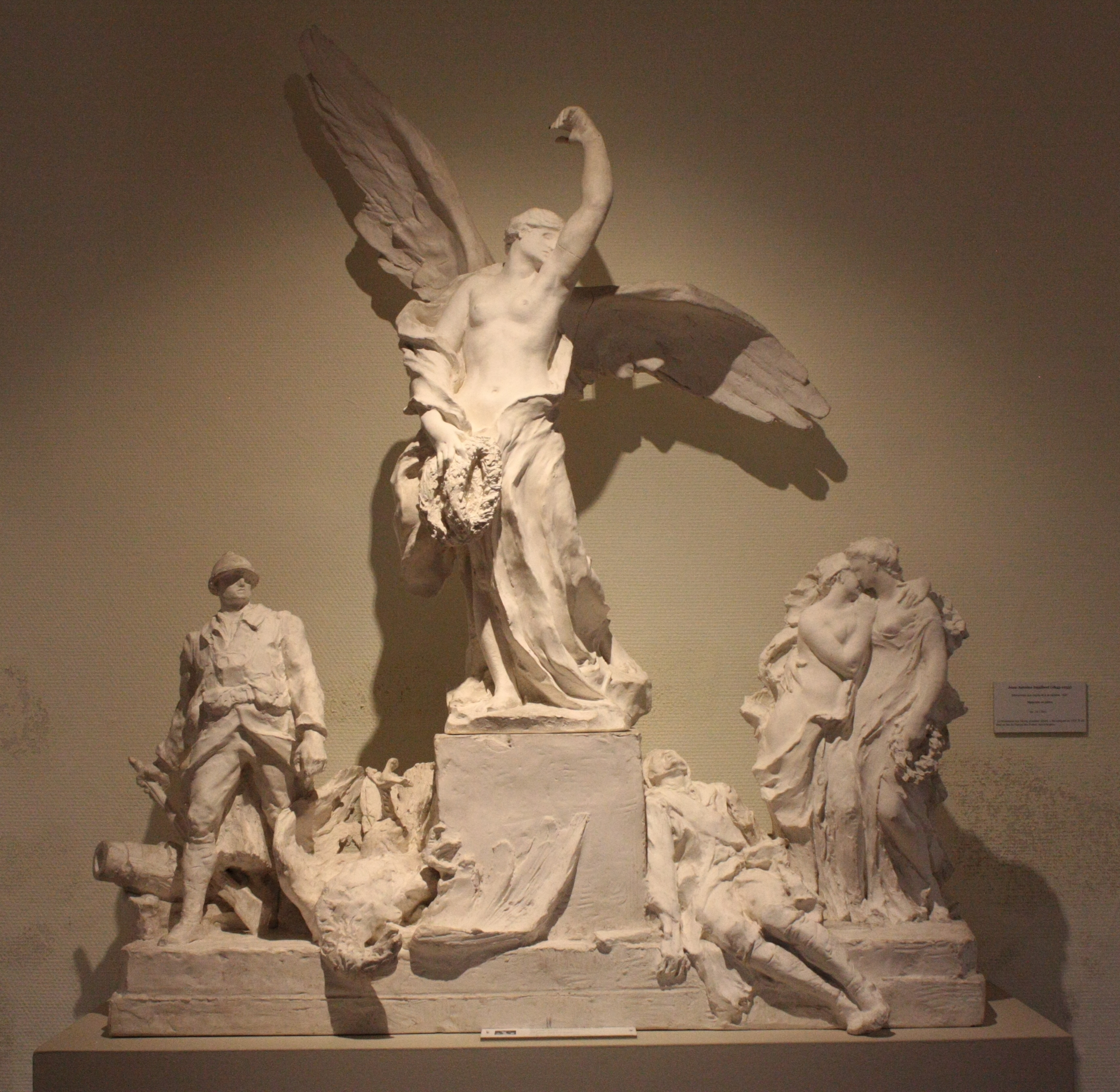
Étude en plâtre du monument (1921), exposée au Musée des Beaux-Arts de Béziers (Hôtel Fayet).